# Keep It Going
Keep It Going is het vijfde studioalbum van de Amerikaanse ska-punkband Mad Caddies. Het album werd uitgegeven op 1 mei 2007 via het label Fat Wreck Chords. De stijl van de muziek op het album neigt een stuk meer naar reggae dan de stijl van voorgaande werken van Mad Caddies.
Het album werd aanvankelijk in 2007 door Fat Wreck Chords in cd-formaat uitgegeven. In 2014 werd het door hetzelfde label heruitgegeven als langspeelplaat. Hier bestaan twee versies van: een, zoals gebruikelijk, zwarte plaat en een gekleurde plaat met gouden en rode kleuren. Van de laatstgenoemde versie bestaan er 419 kopieën.

## Nummers
1. "The Dirge" - 1:53
2. "Backyard" - 3:01
3. "State of Mind" - 3:46
4. "Today" - 2:39
5. "Without You" - 3:07
6. "Reflections" - 3:13
7. "Lay Your Head Down" - 3:28
8. "Tired Bones" - 2:53
9. "Coyote" - 4:10
10. "Don't Go" - 3:01
11. "Pyramid Scheme" - 2:27
12. "Souls for Sale" - 3:42
13. "Riding for a Fall" - 4:39
14. "Whatcha Gonna Do" - 3:08
15. "End Dirge" - 4:02

## Band
- Chuck Robertson - zang, gitaar
- Chris Badham - basgitaar
- Mark Iversen - basgitaar
- Brian Flenniken - drums, slagwerk
- Sascha Lazor - gitaar, basgitaar, banjo, piano, slagwerk
- Eduardo Hernandez - trombone
- Keith Douglas - trompet, trombone, achtergrondzang